# Glacera del Basodino
La glacera del Basodino es troba sobre l'Alp de Robiei, a la vall Bavona, a l'alta vall Maggia (Cantó de Ticino, Suïssa).

## Descripció
Està situada a una altitud compresa entre els 2.600 i els 3.273 m sobre el flanc del pic homònim. Aquesta glacera és la més imponent i important del cantó de Ticino. En el curs dels darrers decennis, la glacera s'ha reduït molt. En aquesta regió es troben molts llacs naturals i artificials. L'aprofitament hidroelèctric d'aquests llacs ha contribuït al desenvolupament econòmic i turístic de la vall.

## Vies d'accés
Construït en els anys seixanta, el telefèric va permetre la construcció de les centrals hidroelèctriques de la zona. Una cabina de 125 persones transporta a Robiei cada estiu més de 20.000 persones. S'hi pot arribar també amb els transports públics, San Carlo in Val Bavona és el lloc de partida del telefèric i es troba al voltant d'una hora de viatge en cotxe des de Locarno.

## Galeria

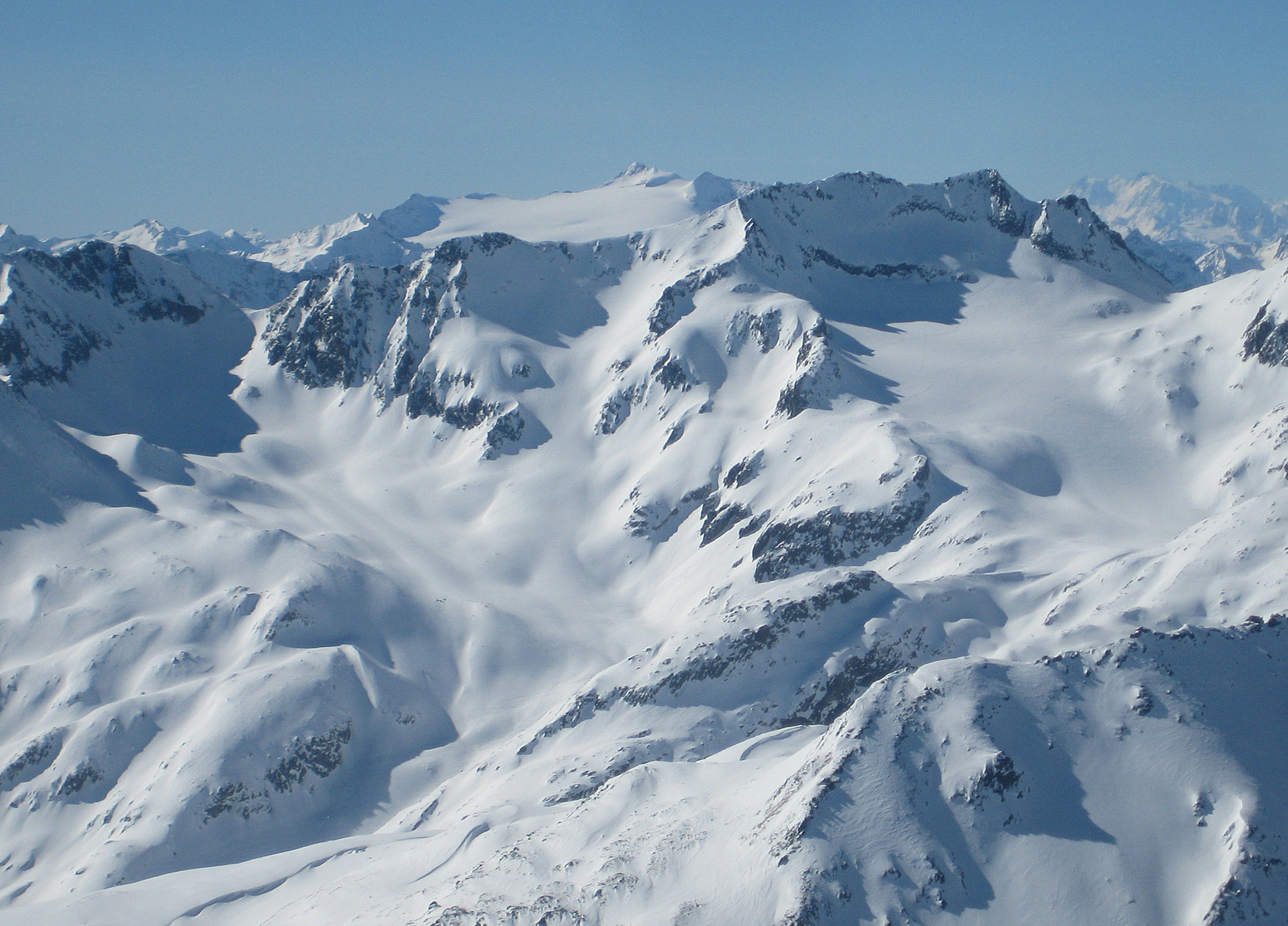
Basodino i pic Central